# Отреманкур
Отреманку́р (фр. Autremencourt) — коммуна во Франции, находится в регионе Пикардия. Департамент коммуны — Эна. Входит в состав кантона Марль. Округ коммуны — Лан.
Код INSEE коммуны — 02039.

## Население
Население коммуны на 2010 год составляло 185 человек.
| 1962 | 1968 | 1975 | 1982 | 1990 | 1999 | 2010 |
| ---- | ---- | ---- | ---- | ---- | ---- | ---- |
| 191  | 193  | 152  | 149  | 125  | 162  | 185  |

## Экономика
В 2010 году среди 110 человек трудоспособного возраста (15—64 лет) 72 были экономически активными, 38 — неактивными (показатель активности — 65,5 %, в 1999 году было 51,5 %). Из 72 активных жителей работали 63 человека (39 мужчин и 24 женщины), безработных было 9 (4 мужчины и 5 женщин). Среди 38 неактивных 5 человек были учениками или студентами, 5 — пенсионерами, 28 были неактивными по другим причинам.